# Бюзинген ам Хохрайн
Бюзинген ам Хохрайн (на немски: Büsingen am Hochrhein) е германска община в южната част на провинция Баден-Вюртемберг и е ексклав изцяло граничещ с Швейцария. От ранния 19 век селото е разделено от останалата част от Германия от тясна ивица земя (в най-тясната си част е около 700 метра).
От политическа гледна точка Бюзинген е част от Германия, образуваща част от окръга Констанц, но от икономическа е част от Швейцарската митническа област. По тази причина между Швейцария и Бюзинген няма граничен контрол от 4 октомври 1967 г.